# Alabagrus triangulifer
Alabagrus triangulifer är en stekelart som först beskrevs av Günther Enderlein 1920.  Alabagrus triangulifer ingår i släktet Alabagrus och familjen bracksteklar. Inga underarter finns listade i Catalogue of Life.